# Судзука (река)
Судзука или Судзука-Гава (яп. 鈴鹿川 судзукагава) — река в Японии на острове Хонсю. Протекает на севере префектуры Миэ.
Исток реки находится под горой Такабата (高畑山, высотой 77 м), на границе префектур Миэ (город Камеяма) и Сига (город Кока). Судзука течёт на восток, собирая притоки с одноимённой горной цепи, после чего выходит на равнину Исе и поворачивает на северо-восток. В 5 км от устья от реки отделяется рукав Судзукагава-хасен (яп. 鈴鹿川派川), после чего оба впадают в залив Исе. Важным притоком в верховьях является Кабуто (加太川), а неподалёку от устья — Анраку (安楽川) и Уцубе (内部川).
Длина реки составляет 38 км, на территории её бассейна (323 км²) проживает около 110 тыс. человек. Согласно японской классификации, Судзука является рекой первого класса.
Около 59 % бассейна реки занимает природная растительность, около 31 % — сельскохозяйственные земли, около 10 % застроено.
Уклон реки в верховьях составляет более 1/50, в среднем течении — 1/200-1/400, в низовьях — 1/700-1/1100. Среднегодовая норма осадков в верховьях реки составляет около 2200 мм в год, а в низовьях около 1800—2000 мм в год.